# Dumisani Ngulube
Dumisani „Dumi“ Ngulube (* 5. November 1969 in Bulawayo; † 13. September 2010 in Chiweshe, Mashonaland Central) war ein simbabwischer Pianist, Sänger und Musikpädagoge des Afro Jazz und der Ndebele-Musik.

## Leben und Wirken
Ngulube spielte neben dem Klavier noch Marimba, Mbira, Gitarre, Keyboard, Trompete und Congas. Er wuchs in Bulawayo auf und begann seine Musikerkarriere bereits im Kindesalter, als er 1977 im Mzilikazi Youth Centre als Pianist auftrat. 1986 wurde er Mitglied des Amakhosi-Theaters, wo er als Schauspieler und Musiker beschäftigt war. In den folgenden Jahren trat er als Jazzmusiker in Harares Club Jazz 105 auf, wo er mit seiner Formation Amagents konzertierte. Ab 1989 studierte er Musikethnologie am Zimbabwe College of Music. Dort unterrichtete er nach seiner Graduierung von 1991 bis 2002 Marimba, Perkussion, Schlagzeug und Keyboards; ferner war er als Musiklehrer an verschiedenen Highschools tätig. 1999 erschien sein Debütalbum Amagents. In Zusammenarbeit mit dem Produzenten Flash Gordon entstand 2007 das Album Afro Dictionary. Außerdem arbeitete er mit dem Lyriker Chirikure Chirikure und mit Ray Mawerera zusammen. Dumi veröffentlichte eine Reihe von Alben unter eigenem Namen, wie Tshonalanga, African Motion, Hlupo, Nyevero, Zvinhu Zvangu und Chiriko. Er starb bei der Rückkehr nach Harare in einem Krankenhaus in Chiweshe. 